# Campeonato Paraguayo de Fútbol 1924
El Campeonato Paraguayo de Fútbol de 1924 fue la decimoséptima edición del principal torneo de fútbol de Paraguay.
El campeón del torneo fue el Club Nacional  quienes obtuvieron su tercer campeonato en la primera categoría.

## Desarrollo
|  | Campeón.    |
|  | Descendido. |

| Equipo                       |
| ---------------------------- |
| Club Nacional                |
| Club Olimpia                 |
| Club Cerro Porteño           |
| Atlántida Sport Club         |
| Club Sol de América          |
| Club Guaraní                 |
| Club Presidente Hayes        |
| Club Libertad                |
| Club River Plate             |
| General Caballero Sport Club |
| Sastre Sports Club           |

| Bandera de Paraguay   |
| Campeón Club Nacional |
| Tercer título         |